# Recht aan order
Een recht aan order is een begrip uit het Nederlands burgerlijk recht, dat wordt behandeld in artikel 93 van Boek 3 van het Nederlandse Burgerlijk Wetboek.. Het recht aan order is evenals het recht aan toonder een document waarin een schuldenaar erkent dat een schuldeiser een bepaalde vordering op hem heeft. Deze vordering kan alleen worden geleverd aan de schuldeiser wanneer deze op zijn beurt het orderpapier levert aan de schuldenaar. In het recht aan order wordt expliciet de naam van de schuldeiser of een door deze aangewezen persoon genoemd aan wie geleverd dient te worden.
Voor de overdracht van een recht aan order aan een andere persoon is een endossement vereist. Het endossement vermeldt in dit geval de overdracht van de vordering van een met name genoemde oude schuldeiser aan een met name genoemde nieuwe schuldeiser. De nieuwe eigenaar moet dus zowel beschikken over het orderpapier als over het endossement dat hem noemt als nieuwe schuldeiser wil hij de vordering kunnen innen bij de schuldenaar. Het orderpapier en het endossement zijn niet noodzakelijk twee verschillende documenten, aangezien het endossement ook kan worden vermeld op het orderpapier.
Het recht aan order verschilt van het recht aan toonder doordat bij het laatstgenoemde recht geen naam van de schuldeiser wordt genoemd. Ieder die een toonderpapier laat zien kan de vordering invorderen. Voor de overdracht van een recht aan toonder is dan ook geen endossement vereist.

## Voetnoten
1. ↑  http://wetten.overheid.nl/BWBR0005291#Boek3_Titeldeel4_Afdeling2_Artikel93